# 牙萼狸藻
牙萼狸藻（學名：Utricularia odontosepala）為狸藻屬一年生小型至中型的食虫植物。其种加词“odontosepala”来源于希腊文“odous”和英文“sepal”，意为“牙齿”和“萼片”，指其齿状萼片。牙萼狸藻原產於非洲熱帶，存在于剛果民主共和國、馬拉威以及尚比亞。牙萼狸藻陆生于潮濕泥炭质的草原中，海拔分布范围为1300米至2200米。花期为四月至九月。1912年，奥托·施塔普夫最先发表了牙萼狸藻的描述。1964年，彼得·泰勒将其处理为威爾維茨狸藻（U. welwitschii）的變種。但之后他又推翻了自己的处理，恢复了牙萼狸藻的物种地位。